# Гугенишвили, Гурам Владимирович
Гура́м Влади́мирович Гугенишви́ли (груз. გურამ ვლადიმერის ძე გუგენიშვილი; род. 23 июля 1986, Тбилиси, Грузинская ССР, СССР— 9 ноября 2014, Гори, Горийский муниципалитет, Грузия) — грузинский боец смешанного стиля, выступавший на профессиональном уровне в период 2007—2014. Первый чемпион M-1 Challenge в тяжёлой весовой категории (2010), известен по победе над россиянином Максимом Гришиным и по трёхматчевому противостоянию с американцем Кенни Гарнером.

## Биография
Гурам Гугенишвили родился 23 июля 1986 года в Тбилиси, Грузинская ССР. В возрасте семнадцати лет начал активно заниматься вольной борьбой, проходил подготовку под руководством тренера Гии Галдавы, который в настоящее время является заместителем председателя Департамента спорта по делам молодёжи правительства Грузии, а позже стал учеником известного грузинского борца Луки Куртанидзе, двукратного призёра Олимпийских игр, многократного чемпиона Европы и мира. В течение трёх лет успел выиграть национальный чемпионат и выполнил норматив мастера спорта, тем не менее, из-за серьёзных травм вынужден был прервать борцовскую карьеру.
В связи с возникшим перерывом пробовал себя в других единоборствах, добился титула чемпиона мира по универсальному бою, попал в число призёров на чемпионате мира по боевому самбо. Начиная с 2007 года начал выступать в боях по смешанным правилам.
Первого серьёзного успеха в MMA добился в 2009 году, когда принял участие в нескольких турнирах организации M-1 Global на Украине и во всех одержал уверенные победы. Затем выиграл отборочные турниры в Восточной и Западной Европе М-1 Selection, в результате чего в октябре 2010 года удостоился права побороться за впервые разыгрываемый титул чемпиона M-1 Challenge в тяжёлой весовой категории. Другим претендентом был американец Кенни Гарнер, победитель такого же отборочного турнира в США, базовый ударник. Первый раунд их противостояния получился равным, Гарнер наносил удары, Гугенишвили делал проходы в ноги, в то время как во втором грузинскому бойцу удалось провести удушающий приём «гильотина», в результате которого американец потерял сознание. Таким образом, Гурам Гугенишвили стал первым в истории М-1 чемпионом в тяжёлом весе.
В марте 2011 года Гугенишвили защитил полученный чемпионский пояс, взяв верх над россиянином Максимом Гришиным, ближе к концу первого раунда успешно провёл удушение сзади. Вторую защиту не смог провести по причине травмы, при этом временным чемпионом объявили Гарнера, взявшего верх над Гришиным. Восстановившись от травмы, в июне 2012 года грузинский боец встретился с Гарнером в бою за титул бесспорного чемпиона организации и на сей раз проиграл ему техническим нокаутом — в третьем раунде получил серьёзное рассечение и гематому на лице, поэтому присутствующий на матче врач запретил ему выходить на ринг. В конце того же года между ними состоялся третий поединок, Гугенишвили пытался вернуть себе чемпионский титул, но вновь проиграл — попал под град ударов, и рефери остановил бой, засчитав технический нокаут.
После долгого периода восстановления в 2014 году Гугенишвили успешно выступил в японском промоушене IGF, где победил австралийского ветерана Тони Бонелло. Планировал продолжить выступать в М-1, но 9 ноября погиб в автокатастрофе в Горийском муниципалитете во время поездки на охоту.
Имел высшее образование, в 2007 окончил экономический и юридический факультеты Тбилисского государственного университета.
Погиб 9 ноября 2014 года в автокатастрофе в Грузии.

## Память
В феврале 2015 года в Тбилиси прошёл мемориальный турнир M-1 Challenge памяти Гурама Гугенишвили.

## Статистика ММА (12-2)
| Боёв 14  | Побед 12 | Поражений 2 |
| -------- | -------- | ----------- |
| Нокаутом | 1        | 2           |
| Сдачей   | 10       | 0           |
| Решением | 1        | 0           |

| Результат | Рекорд | Соперник            | Способ                                | Турнир                                      | Дата             | Раунд | Время | Место                   | Примечание |
| --------- | ------ | ------------------- | ------------------------------------- | ------------------------------------------- | ---------------- | ----- | ----- | ----------------------- | ---------- |
| Победа    | 12-2   | Тони Бонелло        | Технический нокаут (удары руками)     | IGF - Inoki Genome Fight 1                  | 5 апреля 2014    | 1     | 3:34  | Токио, Япония           |            |
| Поражение | 11-2   | Кенни Гарнер        | Технический нокаут (удары руками)     | M-1 Challenge 36. Противостояние в Мытищах  | 8 декабря 2012   | 4     | 0:00  | Мытищи, Россия          |            |
| Поражение | 11-1   | Кенни Гарнер        | Технический нокаут (остановка врачом) | M-1 Global. Фёдор против Риззо              | 21 июня 2012     | 3     | 5:00  | Санкт-Петербург, Россия |            |
| Победа    | 11-0   | Максим Гришин       | Удушение сзади                        | M-1 Challenge 23. Гурам против Гришина      | 5 марта 2011     | 1     | 3:38  | Москва, Россия          |            |
| Победа    | 10-0   | Кенни Гарнер        | Удушение «гильотиной»                 | M-1 Challenge 21. Гурам против Гарнера      | 28 октября 2010  | 2     | 0:54  | Санкт-Петербург, Россия |            |
| Победа    | 9-0    | Владимир Герасимчик | Рычаг шеи                             | M-1 Selection Украина 2010. Битва титанов   | 18 сентября 2010 | 1     | 0:29  | Киев, Украина           |            |
| Победа    | 8-0    | Александр Ромащенко | Удушение сзади                        | M-1 Selection Восточная Европа 2010. Финалы | 22 июля 2010     | 1     | 1:25  | Москва, Россия          |            |
| Победа    | 7-0    | Валерий Щербаков    | Технический нокаут (удары руками)     | M-1 Selection Восточная Европа 2010. 3 этап | 28 мая 2010      | 1     | 2:00  | Киев, Украина           |            |
| Победа    | 6-0    | Юр Деккер           | Удушение сзади                        | M-1 Selection Западная Европа 2010. 2 раунд | 27 марта 2010    | 1     | 0:36  | Весп, Нидерланды        |            |
| Победа    | 5-0    | Дмитрий Побережец   | Решение судей (единогласное)          | M-1 Украина. Selection 4                    | 24 декабря 2009  | 2     | 5:00  | Киев, Украина           |            |
| Победа    | 4-0    | Евгений Бабич       | Удушение сзади                        | M-1 Украина. Selection 3                    | 29 ноября 2009   | 1     | 0:50  | Киев, Украина           |            |
| Победа    | 3-0    | Михаил Руцкой       | Удушение сзади                        | M-1 Украина. Selection 1                    | 20 сентября 2009 | 1     | 2:16  | Киев, Украина           |            |
| Победа    | 2-0    | Олег Матвеев        | Удушение сзади                        | Makfight. Makfight vs. Belarus              | 23 августа 2009  | 1     | 0:31  | Киев, Украина           |            |
| Победа    | 1-0    | Роман Багин         | Удушение сзади                        | M-1. Donbas Open Mix Fight                  | 4 июля 2009      | 1     | 0:00  | Донецк, Украина         |            |